# Limnée voyageuse
Radix peregra
Espèce
La limnée voyageuse, Radix peregra (ancien nom : Lymnaea peregra), est une espèce de mollusques gastéropodes dulçaquicoles du genre Radix.

## Synonymie
- Radix labiata (Rossmässler, 1835)
- Peregriana labiata (Rossmässler, 1835)
- Peregriana peregra (O.F. Müller, 1774)

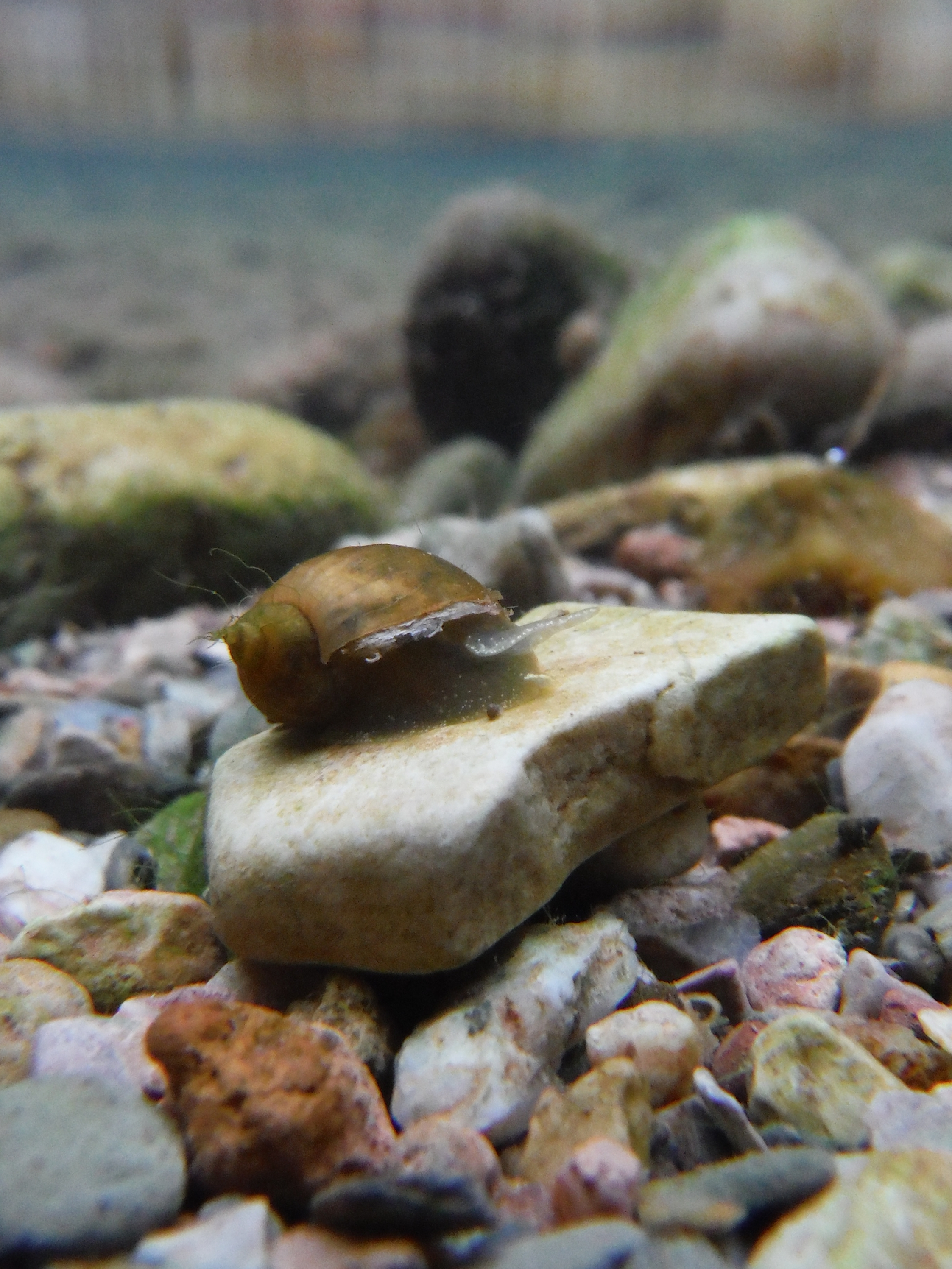
Radix peregra dans son milieu aquatique